# Corrado Azzollini
Corrado Azzollini (Molfetta, 22 luglio 1975) è un giornalista e produttore cinematografico italiano presidente del gruppo Draka Cinema, produzione e distribuzione cinematografica.

## Biografia
Produttore e distributore cinematografico, dal 2012 è presidente del gruppo Draka Cinema.
Per la sua attività di produttore cinematografico ha ricevuto il Premio Troisi 2024 al MareFestival di Salina, il riconoscimento alla carriera Premio Città di Nardò, il Premio Excellence Pugliesi 2024.
È presidente di Confartigianato cinema e audiovisivo dal 2019, al secondo mandato con nuova elezione nel settembre 2024; per conto dell'associazione, ha curato e sottoscritto i contratti di lavoro nazionali di categoria.
È responsabile delle Relazioni per lo sviluppo di rapporti di collaborazione tra l’Università di Stato del Marocco e l’Italia presso l’Università ENSAD - École Nationale Supérieure d'Art et de Design di Casablanca.
Nel gennaio 2024 è stato nominato presidente dello storico cinema romano Azzurro Scipioni.
È stato produttore capo-fila per l'Italia del film Tulipani - Amore, onore e una bicicletta, co-produzione con Olanda e Canada, tra gli otto film olandesi candidati alla corsa ai Premi Oscar 2018.
L'ultimo film prodotto, di cui è anche autore, è "L'Ulivo e il Baobab", con il Premio Oscar Russell Crowe, per la regia di Serena Porta. Il film è risultato vincitore al XXV Festival del Cinema Europeo di Lecce 2024 con la  menzione speciale Cinecittà News.
Il film "Gli agnelli possono pascolare in pace", da lui prodotto, scritto e diretto da Beppe Cino, con Maria Grazia Cucinotta e Massimo Venturiello è stato selezionato in concorso al Bif&st Bari international Film Festival 2024, con grande riscontro di critica.
Consulente aziendale per lo sviluppo d'imprese specificatamente nel settore cinematografico, con Draka ha prodotto e distribuito numerosi titoli di rilevanza internazionale, tra cui Buñuel - Nel labirinto delle tartarughe di Salvador Simò, pluripremiato film d'animazione sul grande cineasta Luis Buñuel.
Dal 25 giugno 2025 Azzollini è rappresentante della Marrakech Film Commission in Italia. La più grande Film Commission del Marocco, che si estende sino alla città di Essauira, ha voluto riconoscere, con questa nomina, l'impegno di Azzollini a favore della cooperazione tra i due paesi, l'Italia e il Marocco, nei settori del cinema e dell’audiovisivo.

## Filmografia

### Lungometraggi
- Nova Zembla (2011) regia di Reinout Oerlemans – distributore italiano
- Het bombardement / The Blitz (2012) regia di Ate de Jong – distributore italiano
- Io sono Mateusz / Chce się żyć (2013) regia di Maciej Pieprzyca – distributore italiano
- Ma tu di che segno 6? (2014) regia di Neri Parenti – distributore
- Ameluk (2014) regia di Mimmo Mancini – distributore
- Kankerlijers / Sickos (2014) regia di Lodewijk Crijns – distributore italiano
- La migliore storia di Paulo Coelho / The Pilgrim / Não Pare na Pista: A Melhor História de Paulo Coelho (2014) regia di Daniel Augusto – distributore italiano
- Kenau (2014) regia di Maarten Treurniet – distributore italiano
- Nena (2014) regia di Saskia Diesing – distributore italiano
- Babbo Natale non viene da Nord (2015) regia di Maurizio Casagrande – distributore
- Nomi e cognomi (2015) regia di Sebastiano Rizzo  – produttore e distributore
- Arthur & Merlin - Le origini della leggenda (Arthur and Merlin) (2015) regia di Marco van Belle – distributore italiano
- Gamba (2015) regia di Yohichi Ogawa, Tomohiro Kawamura e Yoshihiro Komori (2015) – distributore italiano
- 3000 notti (2015) regia di Mai Masri (2015) – distributore italiano
- Monkey King: The Hero is Back (Xi you ji zhi da sheng gui lai) (2015) regia di Tian Xiao Peng – distributore italiano
- La sindrome di Antonio (2016) regia di Claudio Rossi Massimi (2016) – produttore e distributore
- Big Fish & Begonia (Dàyú Hǎitáng) (2016) regia di Liang Xuan e Zhang Chun  – distributore italiano
- Egon Schiele (2016) regia di Dieter Berner – distributore italiano
- Kids in Love (2016) regia di Chris Foggin  – distributore italiano
- A Real Vermeer (2016) regia di Rudolf van den Berg - distributore italiano
- Little Miss Perfect (2016) regia di Marlee Roberts - distributore italiano
- Tulipani - Amore, onore e una bicicletta (Tulipani, Liefde, Eer en een Fiets) (2017) regia di Mike van Diem – co–produttore e distributore
- Papa Francesco - La mia idea di arte (2017) regia di Claudio Rossi Massimi (tratto dal libro Papa Francesco La mia idea di arte - Ed. Mondadori) – distributore
- Veleni (2017) regia di Nadia Baldi – distributore
- La ragazza dei miei sogni (2017) regia di Saverio Di Biagio – produttore e distributore
- Taranta on the road (2017) regia di Salvatore Allocca  – distributore
- The Stronghold - La roccaforte (Storozhova zastava) (2017) regia di Yuriy Kovalyov – distributore italiano
- Tiger Girl (2017) regia di Jakob Lass (2017) – distributore italiano
- The Gaelic King (2017) regia di Philip Todd  – distributore italiano
- Alone /Seuls  (2017) regia di David Moreau  – distributore italiano
- Gauguin (2017) (Gauguin – Voyage de Tahiti), regia di Édouard Deluc  con Vincent Cassel – distributore italiano
- Edie (2018) regia di Simon Hunter  – distributore italiano
- I Love My Mum (2018) regia di Alberto Sciamma  – distributore italiano
- L'ombra del lupo (2018) regia di Alberto Gelpi - distributore
- Buñuel - Nel labirinto delle tartarughe (2018) regia di Salvador Simó  – distributore italiano
- Away (2019) regia di Gints Zilbalodis  – distributore italiano
- Respirare stanca (2020) regia di Enrico Acciani – distributore
- Sogni di carta (2021) regia di Claudio D'Elia – produttore, autore e distributore
- Il vecchio e la bambina (2021) regia di Sebastiano Rizzo – produttore, autore e distributore
- Il regicida - Caccia a Riccardo Cuor di Leone (Kingslayer) (2022) regia di Stuart Brennan – distributore
- The siege of Robin Hood - L'assedio di Robin Hood  (2022) regia di Paul Allica  – distributore
- Cat in the wall  (2022) regia di Vesela Kazakova, Mina Mileva – distributore
- La mietitrice del tempo (L'arracheuse des temps)  (2022) regia di Francis Leclerc  – distributore
- Strawberry Mansion  (2022) regia di Kentucker Audley, Albert Birney  – distributore
- Monte Verità  (2022) regia di Stefan Jäger  – distributore
- Peter, Wendy e le Ragazze Perdute (Lost girls)  (2022) regia di Livia De Paolis, con Livia De Paolis, Vanessa Redgrave, Iain Glen e Joely Richardson – distributore
- Questa notte parlami dell'Africa (2022) regia di Carolina Boco e Luca La Vopa (tratto dal libro di Alessandra Soresina) – produttore, autore e distributore
- Gli agnelli possono pascolare in pace (2023) scritto e diretto da Beppe Cino – produttore
- Senza Età (2023) regia di Stefano Usardi - distributore
- The space among us - Come nello spazio (2021) regia di Rahela Jagric Pirc - distributore
- Alegría (2021) regia di Violeta Salama - distributore
- Maxym Osa (2022) regia di Myroslav Latyk - distributore
- Animale I Umano (2023) regia Alessandro Pruno - distributore
- Katak, il, coraggioso beluga (2023) regia di Christine Dallaire-Dupont, Nicola Lemay - distributore
- Cricket & Antoinette (2023) regia di Luka Rukavina, Kristijan Milic, Dino Krpan - distributore
- W Muozzart! regia di Sebastiano Rizzo, scritto da Beppe Cino  – produttore esecutivo

### Televisione
- L'arca di legno, regia di Domenico de Ceglia – serie TV (2018) – produttore, autore e distributore
- The Shaman's touch (2021) regia di Serena Porta – produttore, autore e distributore

### Cortometraggi
- La ricotta e il caffè (2013) regia di Sebastiano Rizzo ( – produttore e distributore
- Il compleanno di Alice (2015) regia di Maria Grazia Cucinotta – co–produttore e distributore
- They Sell  (2017) regia di Andrea Purgatori  – produttore e distributore
- Il monachello (2018) regia di Serena Porta  – produttore, autore e distributore
- I gemelli (2020)  regia di Rocco Anelli – produttore e distributore

### Documentari / Docufilm
- Bonsai, natura a misura d'uomo – Il fascino discreto dell'Oriente/Tra spiritualità e tradizione (2013) regia di Sebastiano Rizzo  – produttore e distributore
- Papa Francesco. La mia idea di arte (2017) regia di Carlo Rossi Massimi  – distributore
- Notturno (2020) regia di Carolina Boco  – produttore, autore e distributore
- Arturo Mari, il fotografo dei Papi (2020)  regia di Davide Lemma - distributore
- Il tocco dello sciamano (2021) regia di Serena Porta  – produttore, autore e distributore
- Kalkidane (2021) regia di Hugo Lemant - co-produttore con la Francia e distributore
- Il sogno e la materia (2023) regia di Sebastiano Rizzo con Francesco Pannofino –  autore
- L'ulivo e il baobab (2023)  regia di Serena Porta con Russell Crowe (narratore) – produttore, autore e distributore